# Phyllocnistis vitegenella
Phyllocnistis vitegenella is een vlinder uit de familie mineermotten (Gracillariidae). De wetenschappelijke naam is voor het eerst geldig gepubliceerd in 1859 door Clemens.
De soort komt voor in Europa.